# Południowa Afryka na Zimowych Igrzyskach Olimpijskich 2002
Południową Afrykę na Zimowych Igrzyskach Olimpijskich 2002 reprezentował jeden zawodnik - Alexander Heath.

## Narciarstwo alpejskie
- Alexander Heath - (51. w zjeździe, 48. pozycja w slalomie gigancie, 27. pozycja w slalomie równoległym, konkurencji kombinacyjnej nie ukończył)